# Polling (Mühldorf)
Polling é um município da Alemanha, no distrito de Mühldorf, na região administrativa de Oberbayern , estado de Baviera.